# Evert Frederik van Heeckeren

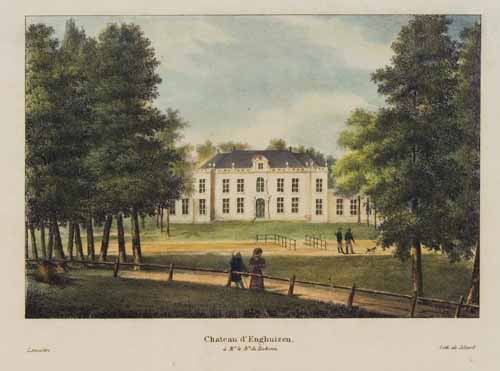
Kasteel Enghuizen, 1827-1829 door Lemaître.

Evert Frederik baron van Heeckeren (Arnhem, 23 december 1755 - h. Enghuizen, 13 juni 1831) was een Nederlands militair en bestuurder. Hij was heer van Driebergen, Enghuizen en Beurse.

## Familie
Van Heeckeren was een lid van de adellijke familie Van Heeckeren en een zoon van Jacob Adolph van Heeckeren (1724-1792), onder andere burgemeester van Doetinchem, en Alexandrine Charlotte van Westerholt (1723-1778). Hij trouwde in 1782 met Henriette Jeanne Suzanna Marie des H.R. Rijksgravin van Nassau-LaLecq (1764-1810), een kleindochter van Maurits Lodewijk van Nassau-LaLecq (1670-1740) met wie hij negen kinderen kreeg, onder wie:
- Jacob Adolph van Heeckeren van Enghuizen (1784-1837), onterfd
- Hendrik Jacob Carel Johan van Heeckeren van Enghuizen (1785-1862)
- Jacob van Heeckeren tot Enghuizen (Zutphen (1792-1884)

## Loopbaan
- Officier in statendienst, laatstelijk majoor (1779-1783)
- Gedeputeerde ter Staten-Generaal (1784-1795)
- Lid Raad van State (1806-1809)
- Lid departementaal bestuur van Gelderland (1807)
- Assessor van het departement Gelderland (1807)
- Lid algemene raad van het departement van de Boven-IJssel (1812)
- Lid Ridderschap van Gelderland (1814-†)
- Lid provinciale Staten van Gelderland (1814-1815)
- Lid van de Eerste Kamer der Staten-Generaal (1816-†)

## Onderscheidingen
- Ridder in de Orde van de Unie
- Ridder in de Orde van de Reünie
- Ridder in de Orde van de Nederlandse Leeuw

- Biografisch Portaal: 05001006
- Digitale Bibliotheek voor de Nederlandse Letteren: heec023
- Parlement.com: vg09llru4rzr